# Dédai-erdő Természetvédelmi Terület

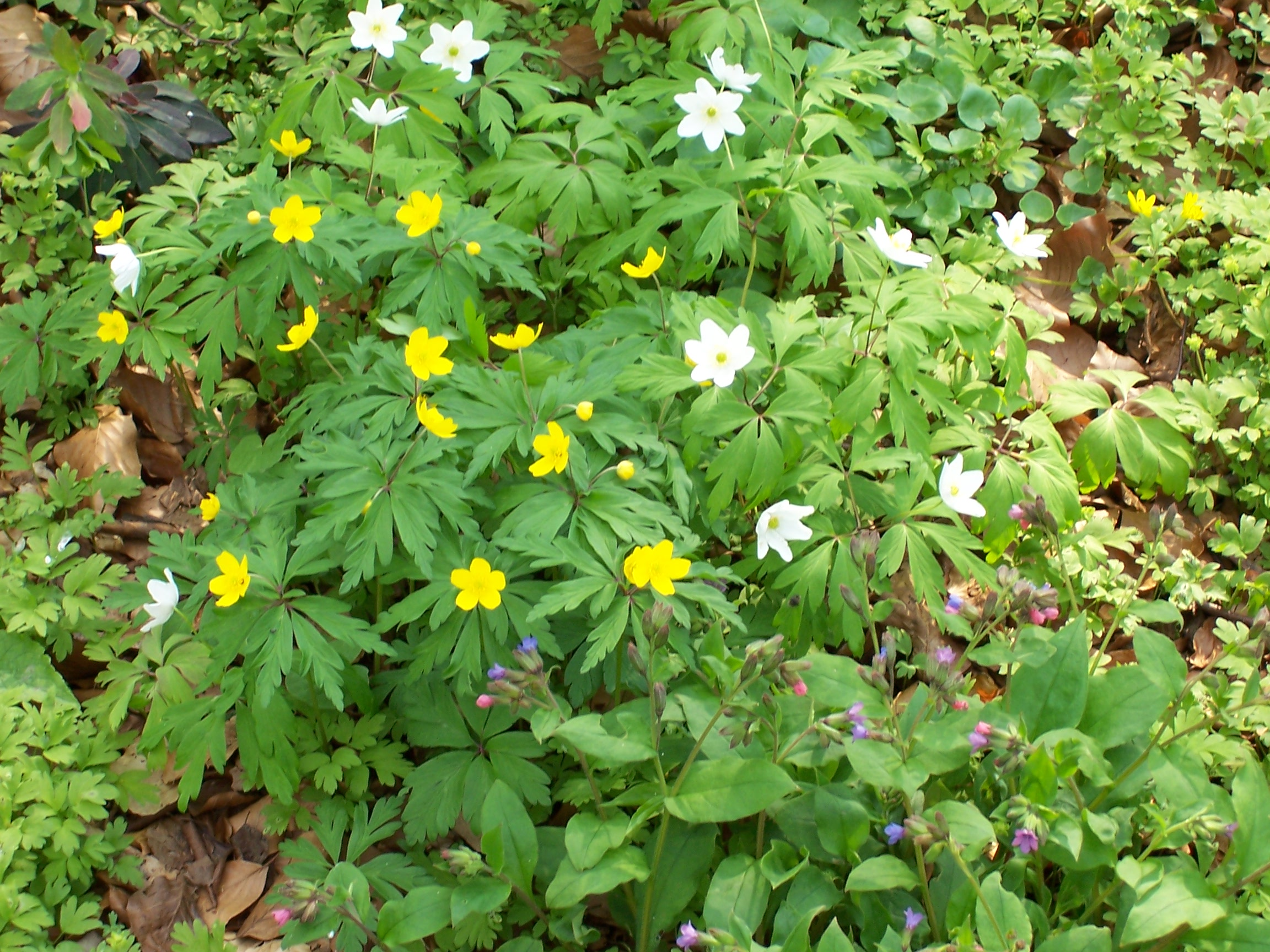
Bogláros- és Berki szellőrózsa tüdőfűvel

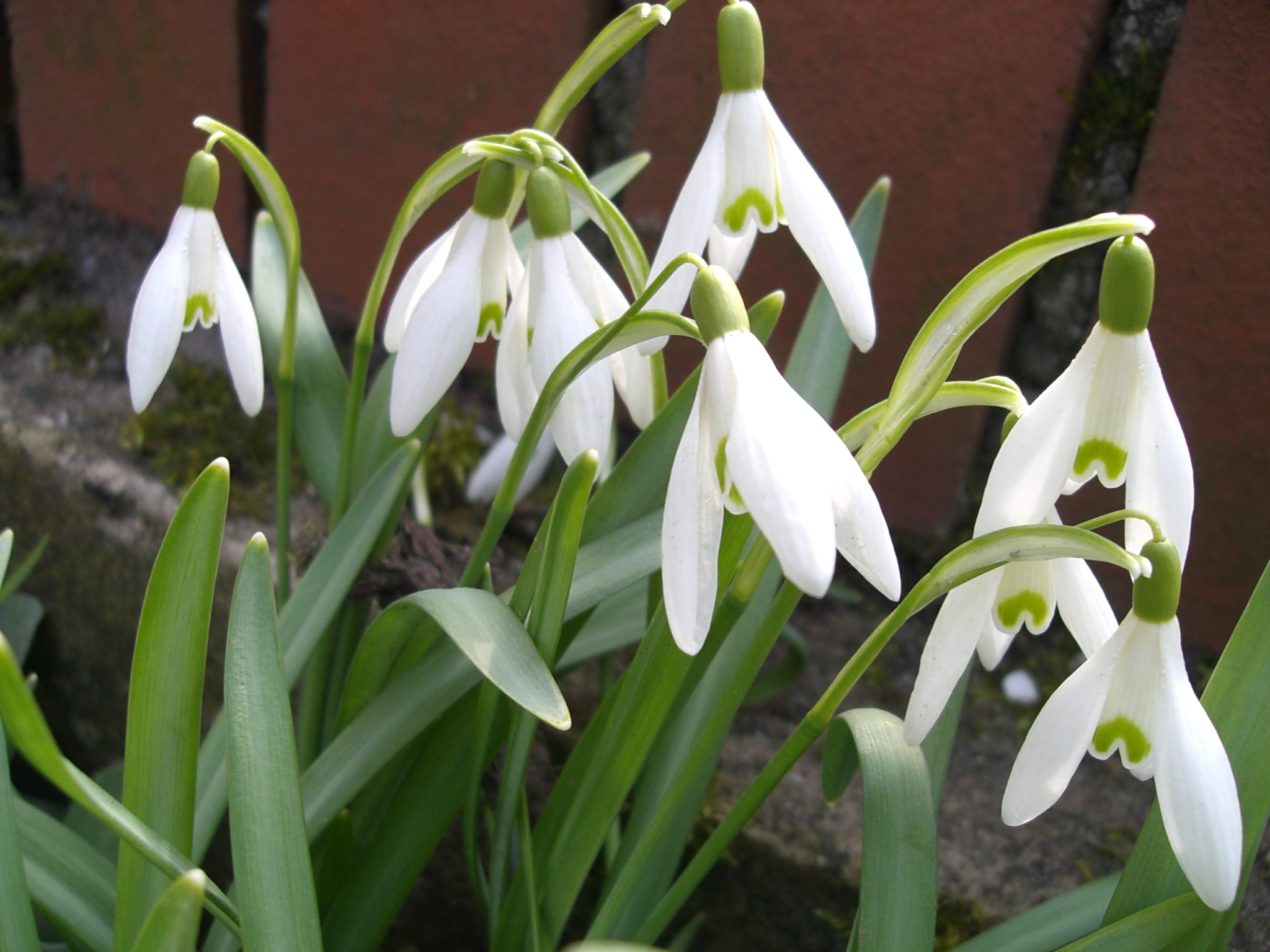
Hóvirág

Barabás és Beregdaróc között található, 40 hektáron elterülő növény- és madárvilága miatt fokozottan védett Dédai-erdő egy  erdőrezervátum, mely csak engedéllyel - csoportosan, kísérővel - látogatható.

## Fekvése
Beregdaróctól délnyugatra található.

## Jellege
Síkvidéki bükkös.

## Leírása

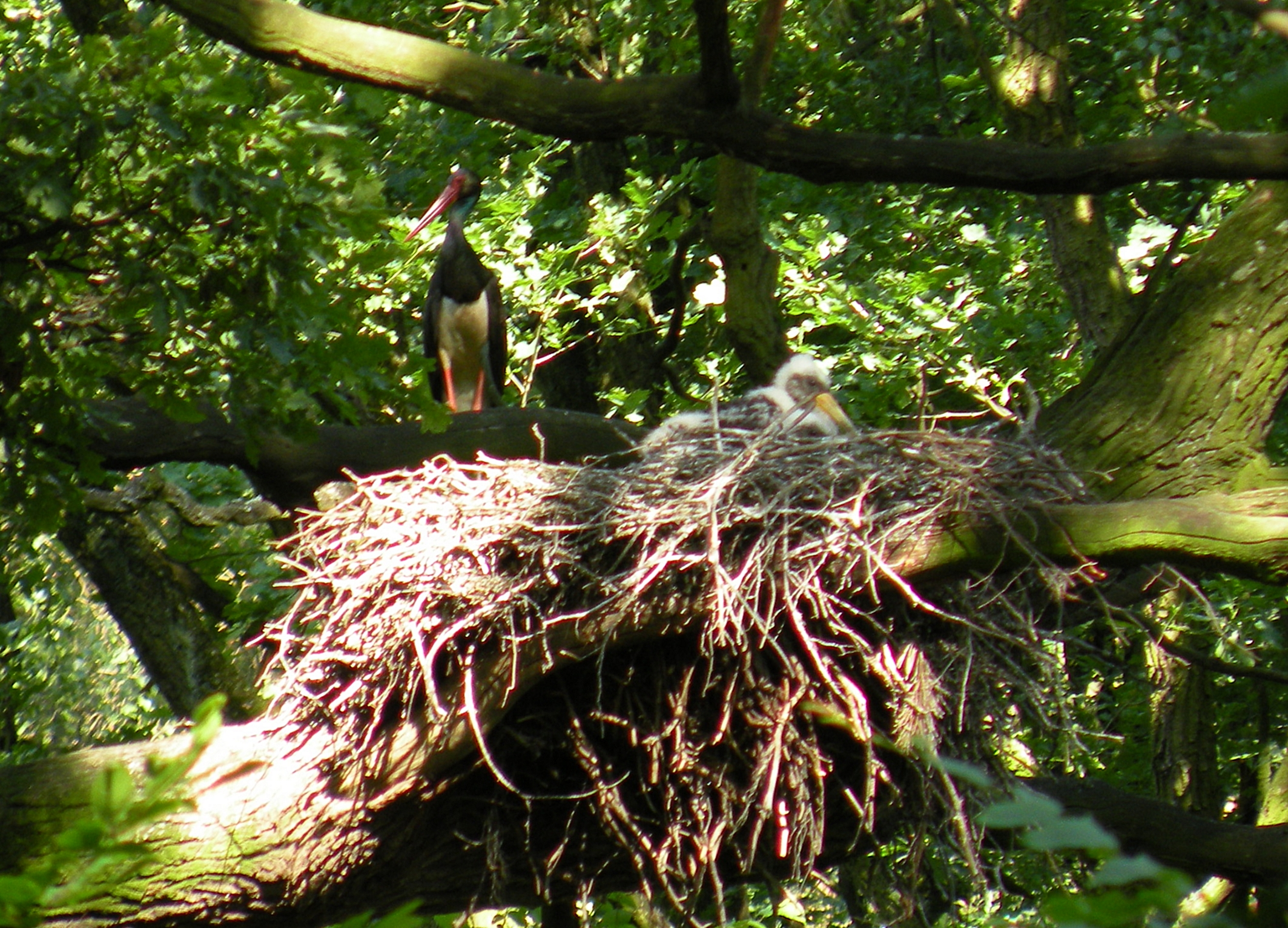
Fekete gólya fészkében

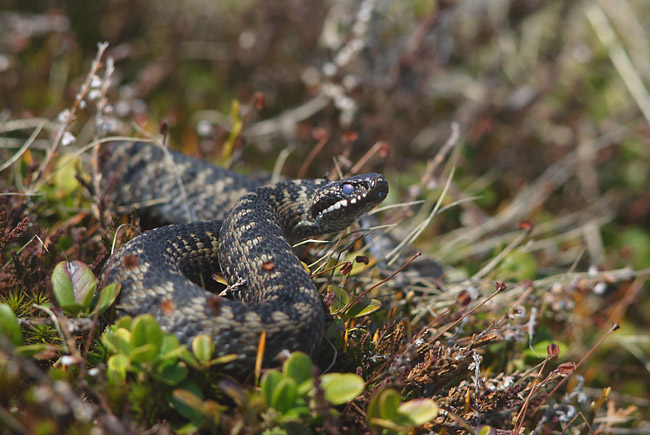
Keresztes vipera

A Dédai-erdő  legfőbb nevezetessége az itt őshonos bükk. A bükkön kívül évszázados magaskőrisek, melynek törzsén egészen a lombkoronáig kúszik fel a borostyán, gyetyános-kocsányos tölgyesek, szil ligeterdők, égeres láperdők, melyekben a fák alatti tocsogókban virágzik a békaliliom . 
A fák alját - különösen tavasszal - dús virágszőnyeg borítja.

## Növényvilága
Az erdőben a Cserköz-erdőhöz hasonló dús, árnyékkedvelő aljnövényzet található: hóvirág, tavaszi tőzike, gyöngyvirág, berki szellőrózsa, bogláros szellőrózsa, odvas keltike, erdélyi csillagvirág, tavaszi lednek, erdei galambvirág, pettyegetett tüdőfű és a sárga tyúktaréj is, amely Magyarországon csak a Szatmári-síkságon található.

## Állatvilága
A Szatmár-Beregi síkság hüllőfajai közül itt él a Keresztes vipera (Vipera berus berus), erdei sikló, elevenszülő gyík. A madarak közül a fekete harkály, réti fülesbagoly, békászó sas, darázsölyv, fekete gólya.

## Galéria

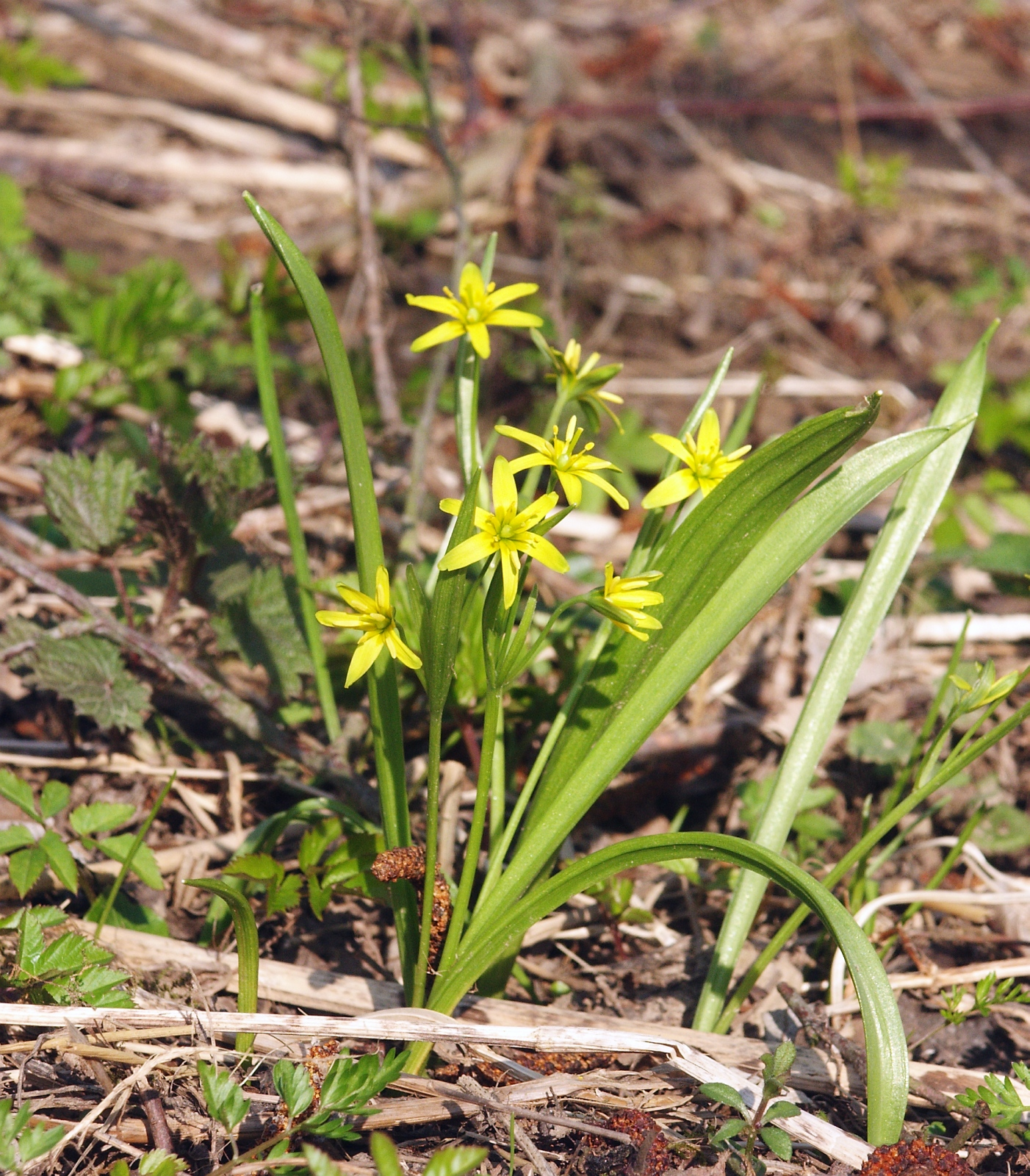
Sárga tyúktaréj
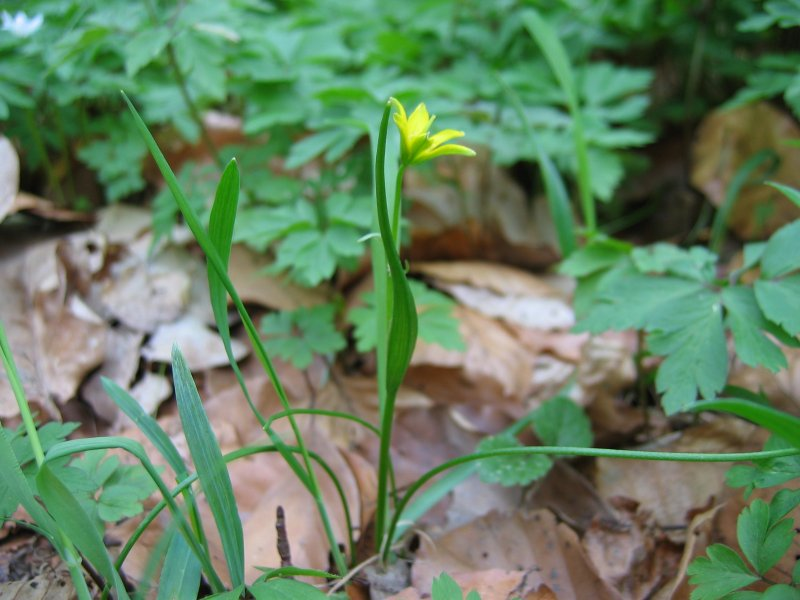
Fiókás tyúktaréj
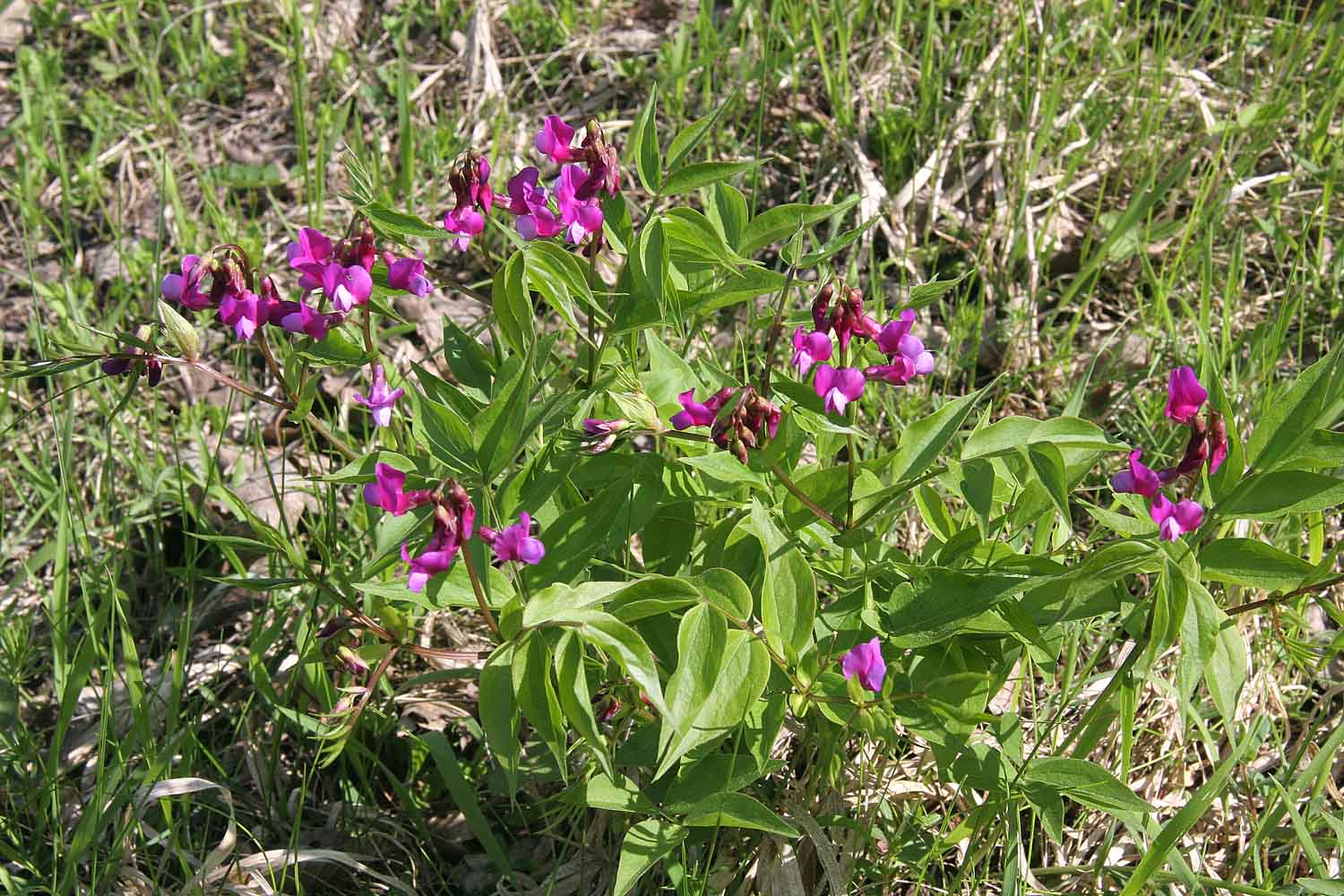
Tavaszi lednek
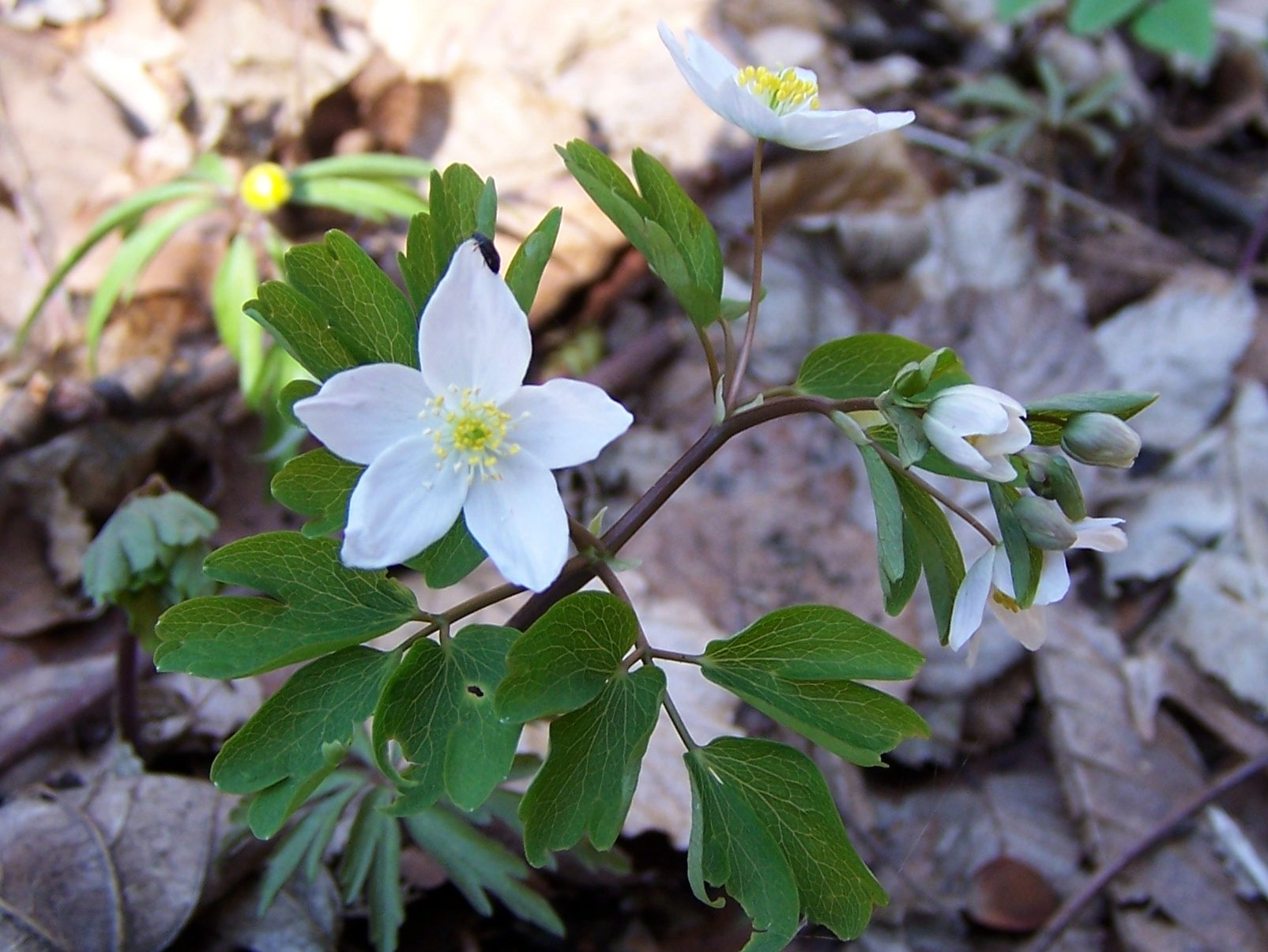
Fehér erdei galambvirág
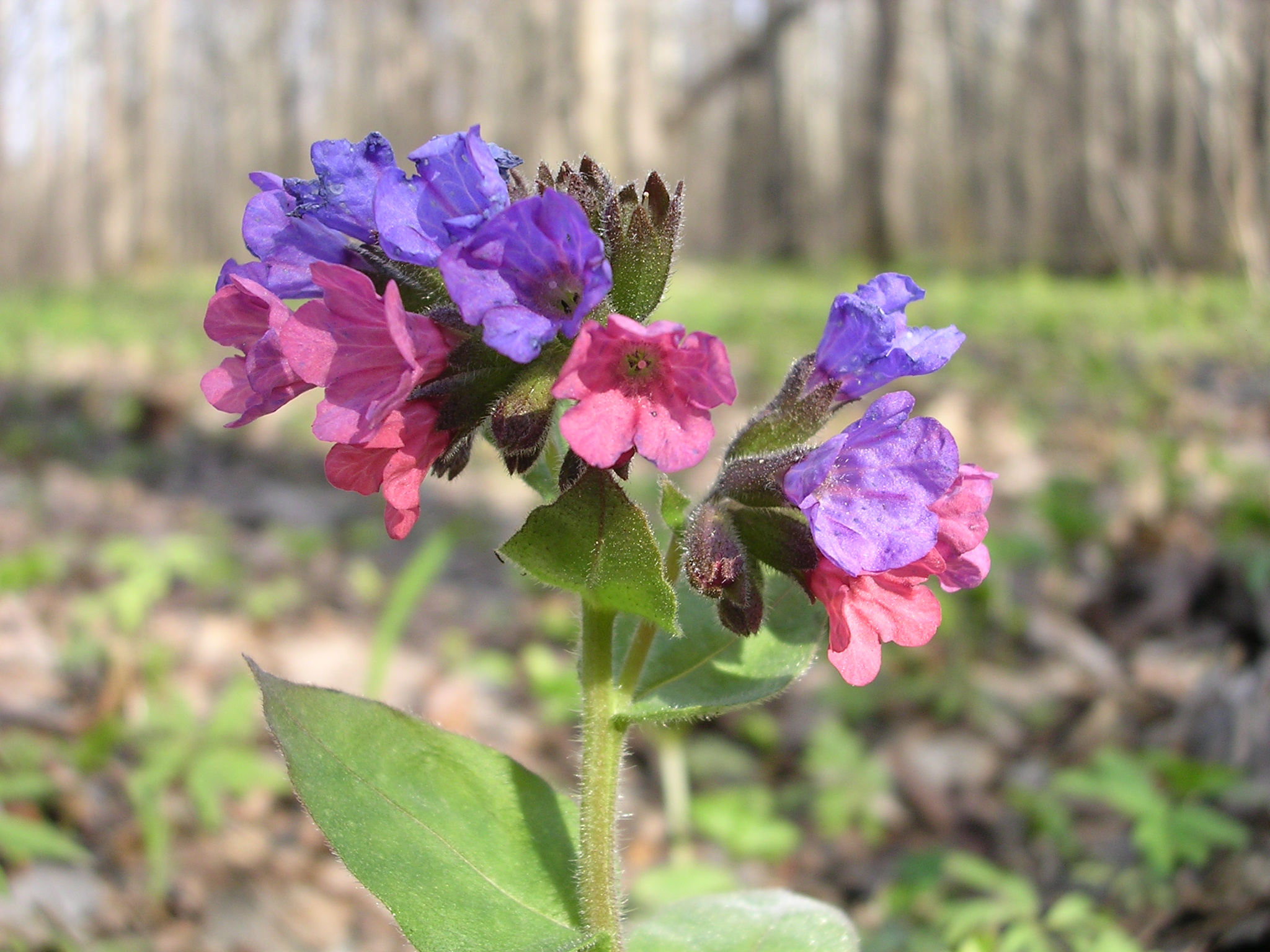
Pettyegetett tüdőfű
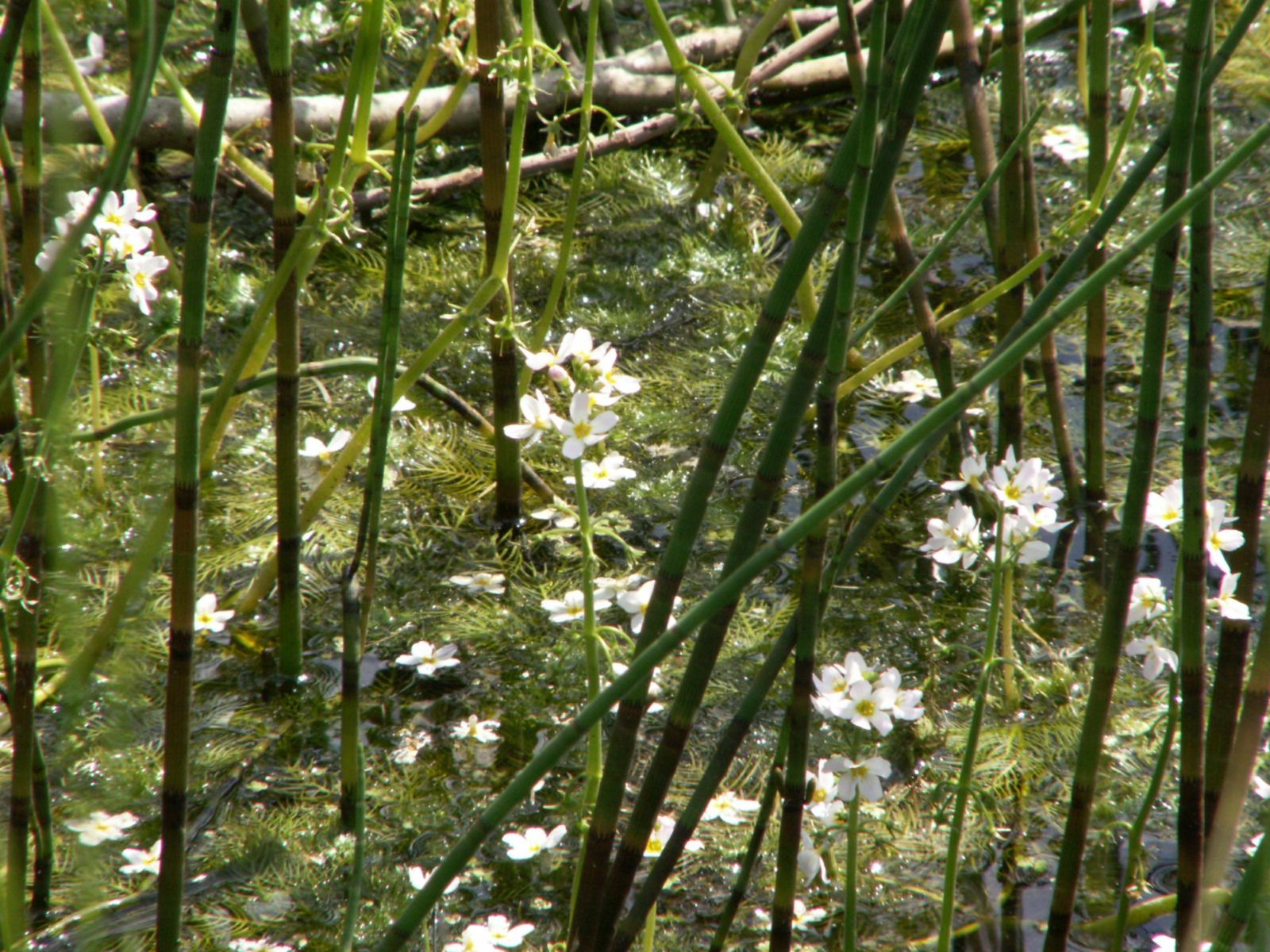
Békaliliom
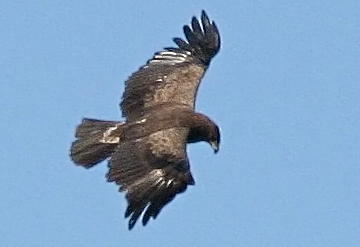
Békászó sas
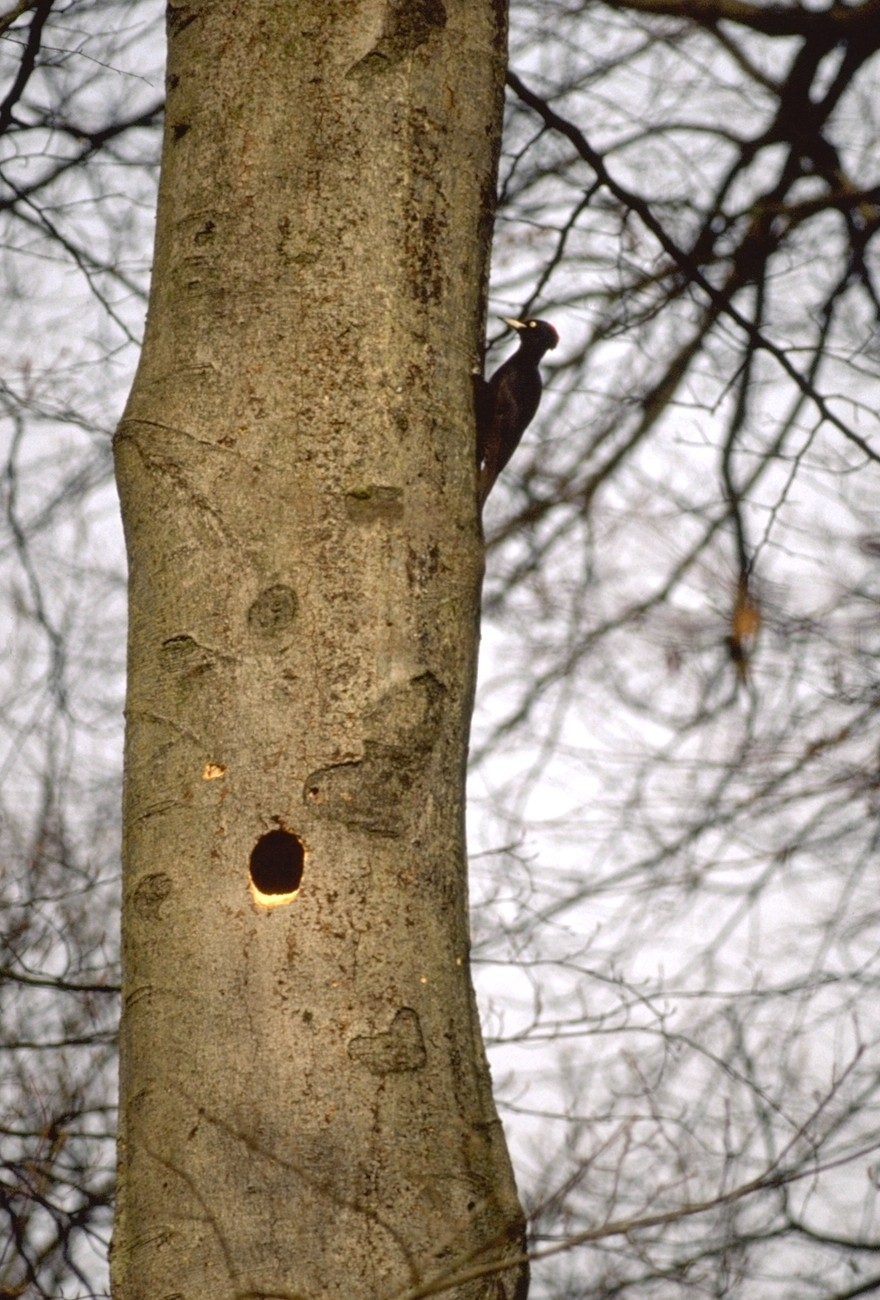
Fekete harkály